# 顧蓮
顧蓮，江蘇省松江府華亭縣人，清朝政治人物、進士出身。
光緒六年（1880年），参加庚辰科殿試，登進士二甲第50名。同年五月，改翰林院庶吉士。光緒九年四月，散館，著以知县即用。
光緒十六年（1890年），顧蓮等將徐璋《松江邦彥畫像》刻石於府學，完成陸錫熊之願。